# Consejo Nacional de las Mujeres
El Consejo Nacional de las Mujeres de Argentina fue un organismo público encargado de la política para la eliminación de la discriminación contra la mujer. Fue creado en 1992 como organismo de la Presidencia de la Nación; y en 2017 fue suprimido y sustituido por el Instituto Nacional de las Mujeres.

## Historia
Fue creado por decreto n.º 1426 del 7 de agosto de 1992 del presidente Carlos Saúl Menem. El Consejo Nacional de la Mujer (denominación inicial) estaba encargado de la aplicación de la Convención sobre la Eliminación de Todas las Formas de Discriminación contra la Mujer y dependía del presidente de la Nación.
En 2002 fue re-asignado al Consejo Nacional de Coordinación de Políticas Sociales, por decreto n.º 357 del 21 de febrero de 2002 del presidente Eduardo Duhalde.
Por decreto n.º 326 de la presidenta Cristina Fernández de Kirchner, se sustituyó la denominación del Consejo Nacional de la Mujer por Consejo Nacional de las Mujeres.
El 5 de septiembre de 2017, por decreto n.º 698 del presidente Mauricio Macri, se creó el Instituto Nacional de las Mujeres y se eliminó el Consejo Nacional de las Mujeres.